# Peter van Darnius
Peter van Darnius (15de eeuw-1440 (?)) was een Catalaanse seculiere kanunnik en koster van het domkapittel van Girona, en later aartsdiaken aan het kapittel van Elna, en politicus. Op 12 augustus 1437 werd hij door de Corts Catalanes, de Staten Generaal, verkozen tot president van de Generalitat de Catalunya.
In 1414 heeft hij als plaatsvervanger van de bisschop van Girona Ramon Descatllar aan de Corts Catalanes deelgenomen en in 1431-366 vertegenwoordigde hij kardinaal Joan Casanova. Tijdens zijn mandaat is koning Alfons de Grootmoedige nog steeds op expansiekoers in het Italiaanse schiereiland en blijft permanent in geldnood. In 1440 besluiten de Corts voor hem een galei bewapend met driehonderd kruisboogschutters ter beschikking te stellen.
Ondertussen beginnen ook schermutselingen in het graafschap Rosselló, op aanstoken van René I van Anjou, als represaille voor de veroveringstocht van Alfons in Italië. Nog onder Darnius' voorganger, Peter van Palou had de koning de uitbouw van de haven van Barcelona toegestemd, maar de werken beginnen uiteindelijk pas onder Darnius' voorzitterschap in 1439. In dat jaar breekt in juni de zwarte pest uit, en veel leden van de Generalitat verhuizen tijdelijk naar Vic.
De verkiezing van zijn opvolger verloopt moeizaam. In juli 1440 geraken ze er niet uit en het duurt tot 17 september voor ze het eens worden over de kandidatuur van Antoni van Avinyó, abt van Montserrat.